# Lijst van gemeentelijke monumenten in Lansingerland
De gemeente Lansingerland telt 38 gemeentelijke monumenten (2015).

## Bergschenhoek
De plaats Bergschenhoek kent 7 gemeentelijke monumenten
| Object                                     | Bouwjaar | Architect | Locatie           | Coördinaten                   | Nr.        | Afbeelding                                 |
| ------------------------------------------ | -------- | --------- | ----------------- | ----------------------------- | ---------- | ------------------------------------------ |
| Vrijstaand rechthoekig pand, dokterswoning | ca. 1900 |           | Dorpsstraat 3     | 51° 59' 17" NB, 4° 29' 59" OL | 1621/5.00  | Vrijstaand rechthoekig pand, dokterswoning |
| Boerderij de “Leeuwenakker”                | ca 1875  |           | Leeuwenhoekweg 90 | 51° 59' 33" NB, 4° 31' 8" OL  | 1621/27.00 | Boerderij de “Leeuwenakker”                |
| Woonhuis                                   |          |           | Molengang 2       | 51° 59' 8" NB, 4° 32' 31" OL  | 1621/WN013 | Upload foto                                |
| Woonhuis                                   |          |           | Molengang 1       | 51° 59' 13" NB, 4° 32' 23" OL | 1621/WN014 | Upload foto                                |
| Vrijstaand pand                            | ca 1905  |           | Oosteindseweg 5   | 51° 59' 25" NB, 4° 30' 16" OL | 1621/47.00 | Vrijstaand pand                            |
| Vrijstaand pand                            | ca 1917  |           | Oosteindseweg 62  | 51° 59' 30" NB, 4° 30' 44" OL | 1621/51.00 | Vrijstaand pand                            |
| Woonhuis                                   | 1773     |           | Rottebandreef 56  | 51° 57' 47" NB, 4° 30' 56" OL | 1621/WN012 | Meer afbeeldingen                          |

## Berkel en Rodenrijs
De plaats Berkel en Rodenrijs kent 17 gemeentelijke monumenten
| Object | Bouwjaar  | Architect          | Locatie              | Coördinaten                   | Nr.        | Afbeelding |
| --- | --------- | ------------------ | -------------------- | ----------------------------- | ---------- | --- |
| Woonhuis, huidige functie winkel | 1875      |                    | Kerkstraat 20        | 51° 59' 36" NB, 4° 28' 39" OL | 1621/20.00 | Meer afbeeldingen |
| Langhuisboerderij | 1877      |                    | Leeweg 33            | 51° 59' 43" NB, 4° 27' 20" OL | 1621/21.00 | Meer afbeeldingen |
| Boerderij op T-vormige plattegrond, met stal langs de Rodenrijse vaart en woonhuis haaks daarop langs de Laan van Koot.                                                                              | 1871      |                    | Laan van Koot 1      | 51° 58' 24" NB, 4° 27' 2" OL  | 1621/24.00 | Boerderij op T-vormige plattegrond, met stal langs de Rodenrijse vaart en woonhuis haaks daarop langs de Laan van Koot.                      |
| Zuid-Hollandse 17e-eeuwse boerderij met mogelijk bouwdelen van voorganger. De boerderij met boomgaard, stallen en schuren staan op een verhoging in het oude polderland, te bereiken via een dijkje. | 17e eeuw  |                    | Laan van Koot 5      | 51° 58' 39" NB, 4° 26' 47" OL | 1621/25.00 | Meer afbeeldingen |
| Woonhuis |           |                    | Molenkade 4          | 51° 58' 37" NB, 4° 25' 43" OL | 1621/WN004 | Meer afbeeldingen |
| Pakhuis | 1913      |                    | Nieuwstraat 5        | 51° 59' 39" NB, 4° 28' 39" OL | 1621/29.00 | Pakhuis |
| Vrijstaand herenhuis | 1860-1880 |                    | Noordeindseweg 51-53 | 52° 0' 38" NB, 4° 29' 2" OL   | 1621/34.00 | Vrijstaand herenhuis |
| Vrijstaand woonhuis | ca 1910   |                    | Noordeindseweg 52    | 51° 59' 50" NB, 4° 28' 50" OL | 1621/35.00 | Vrijstaand woonhuis |
| Vrijstaand pand in chaletstijl met Jugendstil kenmerken, ca. 1910 op samengestelde plattegrond, bestaande uit begane grond en dakverdieping.                                                         | ca 1910   |                    | Noordeindseweg 61    | 52° 0' 54" NB, 4° 29' 2" OL   | 1621/37.00 | Vrijstaand pand in chaletstijl met Jugendstil kenmerken, ca. 1910 op samengestelde plattegrond, bestaande uit begane grond en dakverdieping. |
| Onze-Lieve-Vrouw-Geboortekerk: pastorie | 1865-1868 |                    | Noordeindseweg 100   | 52° 0' 2" NB, 4° 28' 56" OL   | 1621/39.00 | Onze-Lieve-Vrouw-Geboortekerk: pastorie |
| Onze-Lieve-Vrouw-Geboortekerk | 1865-1868 | W.J. van Vogelpoel | Noordeindseweg 102   | 52° 0' 3" NB, 4° 28' 57" OL   | 1621/40.00 | Meer afbeeldingen |
| Arbeiderswoning | 1811      |                    | Noordeindseweg 314   | 52° 1' 0" NB, 4° 29' 5" OL    | 1621/42.00 | Arbeiderswoning |
| Gevelsteen | 17e eeuw  |                    | Noordeindseweg 388   | 52° 1' 29" NB, 4° 28' 55" OL  | 1621/43.00 | Upload foto |
| Woonhuis |           |                    | Noordeindseweg 406   | 52° 1' 35" NB, 4° 28' 53" OL  | 1621/WN002 | Woonhuis |
| L-vormige boerderij, Klokkewoning | 1852      |                    | Rodenrijseweg 54     | 51° 59' 7" NB, 4° 28' 12" OL  | 1621/55.00 | Meer afbeeldingen |
| Woonhuis |           |                    | Rodenrijseweg 120    | 51° 58' 17" NB, 4° 26' 32" OL | 1621/WN001 | Meer afbeeldingen |
| Overbrugging watergang, oorspronkelijk fundering van een molen | 1772      |                    | Westpolder           | 51° 59' 27" NB, 4° 27' 24" OL | 1621/67.00 | Upload foto |

## Bleiswijk
De plaats Bleiswijk kent 14 gemeentelijke monumenten
| Object | Bouwjaar  | Architect   | Locatie            | Coördinaten                   | Nr.        | Afbeelding |
| --- | --------- | ----------- | ------------------ | ----------------------------- | ---------- | --- |
| Voormalige dokterswoning uit de periode 1875-1900, genaamd “De Drie Berken” | 1875-1900 |             | Dorpsstraat 38     | 52° 0' 35" NB, 4° 31' 46" OL  | 1621/6.00  | Voormalige dokterswoning uit de periode 1875-1900, genaamd “De Drie Berken” |
| Basisschool |           |             | Dorpsstraat 44     | 52° 0' 37" NB, 4° 31' 44" OL  | 1621/WN006 | Basisschool |
| Boerderij, houtzagerij | 19e eeuw  |             | Dorpsstraat 73     | 52° 0' 41" NB, 4° 31' 50" OL  | 1621/7.00  | Boerderij, houtzagerij |
| Boerderij, begane grond en zolderverdieping onder een met gesmoorde kruispannen gedekt zadeldak.                                                                               | ca 1800   |             | Dorpsstraat 74     | 52° 0' 41" NB, 4° 31' 50" OL  | 1621/8.00  | Boerderij, begane grond en zolderverdieping onder een met gesmoorde kruispannen gedekt zadeldak.                                                                               |
| Woonhuis. Een eenvoudig vrijstaand pand op een rechthoekige plattegrond, bestaande uit een begane grond en een dakverdieping onder zadeldak met gesmoorde Tuile-du-Nord pannen | 1913      |             | Dorpsstraat 94     | 52° 0' 44" NB, 4° 31' 50" OL  | 1621/9.00  | Woonhuis. Een eenvoudig vrijstaand pand op een rechthoekige plattegrond, bestaande uit een begane grond en een dakverdieping onder zadeldak met gesmoorde Tuile-du-Nord pannen |
| Onze Lieve Vrouwe Visitatiekerk, eenbeukig | 1853      | W. Thijssen | Hoefweg 57         | 52° 0' 52" NB, 4° 31' 56" OL  | 1621/15.00 | Onze Lieve Vrouwe Visitatiekerk, eenbeukig |
| Dubbel woonhuis (kerkhuisjes) | 1860      |             | Hoefweg 60         | 52° 0' 52" NB, 4° 31' 54" OL  | 1621/16.00 | Dubbel woonhuis (kerkhuisjes) |
| Dubbel woonhuis (kerkhuisjes) | 1860      |             | Hoefweg 62         | 52° 0' 53" NB, 4° 31' 54" OL  | 1621/16.10 | Dubbel woonhuis (kerkhuisjes) |
| Toegangshek begraafplaats |           |             | Hoekeindseweg 23   | 52° 0' 25" NB, 4° 31' 38" OL  | 1621/WN011 | Toegangshek begraafplaats |
| Woonhuis |           |             | Kerkstraat 6       | 52° 0' 39" NB, 4° 31' 44" OL  | 1621/WN007 | Woonhuis |
| Tuinderschoorsteen |           |             | Korenmolenweg      | 52° 0' 59" NB, 4° 32' 26" OL  | 1621/WN008 | Tuinderschoorsteen |
| Wateruitlaat |           |             | Rottedijk bij nr.5 | 51° 59' 50" NB, 4° 32' 57" OL | 1621/WN009 | Upload foto |
| Woonhuis |           |             | Rottedijk 16       | 52° 1' 6" NB, 4° 33' 20" OL   | 1621/WN010 | Woonhuis |
| Woonhuis |           |             | Spiegeldijk 23     | 52° 2' 45" NB, 4° 32' 14" OL  | 1621/WN005 | Upload foto |